# Círculo de San
San es una subdivisión administrativa (cercle o círculo) de la región de Segú, en Malí. En abril de 2009 tenía una población censada de 333 613 habitantes y estaba formada por las siguientes comunas o municipios, que se muestran igualmente con población de abril de 2009:
- Baramandougou 9,149
- Dah 12,935
- Diakourouna 11,699
- Dieli 13,984
- Djeguena 4,039
- Fion 6,504
- Kaniegue 7,120
- Karaba 8,691
- Kassorola 16,342
- Kava 18,356
- Moribila 11,544
- N'Goa 9,182
- Niamana 9,583
- Niasso 13,172
- N'Torosso 10,199
- Ouolon 13,313
- San 66,967
- Siadougou 17,744
- Somo 3,744
- Sourountouna 12,371
- Sy 12,556
- Tene 20,658
- Teneni 7,000
- Tourakolomba 7,877
- Waki 8,884[1]